# Infamous (jogo eletrônico)
Infamous é um jogo eletrônico de acção-aventura desenvolvido pela Sucker Punch Productions e publicado pela Sony Computer Entertainment. É o primeiro título da série Infamous e foi lançado exclusivamente para PlayStation 3 em maio de 2009.
Em Infamous, o jogador controla o protagonista Cole MacGrath, um ciclista estafeta apanhado no centro de uma explosão que devasta vários quarteirões da cidade fictícia de Empire City. Com a explosão a cidade mergulha num caos, enquanto Cole descobre que ganhou super poderes, baseados em electricidade. Ainda que a história siga Cole a usar as suas novas habilidades para restaurar alguma ordem a Empire City, ao jogador são dadas várias oportunidades para usar esses poderes para fins bons e maus, usando o sistema de Karma do jogo. Essas escolhas não só acabam por afectar o crescimento do personagem como a reacção da população da cidade perante Cole e outros pequenos elementos ao nível da jogabilidade e da história.
A Sucker Punch produziu Infamous com a intenção de fugir ao género de sua série anterior, Sly Cooper, que utilizava conceitos de infiltração, e ao mesmo tempo usou um estilo similar ao de banda desenhada para contar a história e assim ajudar o jogador a ter uma conexão maior com a Cole. O ritmo do jogo para a introdução dos novos superpoderes e a facilidade de movimentação pela cidade por meios pouco convencionais, foram factores críticos durante a produção de Infamous. A paisagem urbana desolada foi inspirada em bandas desenhadas como DMZ e No Man's Land. Amon Tobin foi um dos artistas que ajudou a criar a banda sonora, que tinha como objectivo reflectir o ambiente.
Infamous foi muito bem recebido pela imprensa especializada. Foram elogiados muitos dos seus elementos, incluindo a implementação dos poderes de Cole e a sua capacidade de escalar, o conteúdo do jogo e a estrutura das missões, bem como a soma de todos esses elementos que tornam o jogo muito atraente. As críticas foram mais dirigidas à natureza repetitiva do combate e dos inimigos, às limitações do sistema de Karma e alguns aspectos técnicos em relação aos gráficos do jogo. Infamous também foi comparado e contrastado com Prototype da Radical Entertainment, um videojogo lançado no mês seguinte com muitos elementos similares a Infamous, incluindo a exploração em mundo aberto por um protagonista com super poderes. O jogo foi uma oferta da Sony como parte do programa 'Bem-vindo de Volta', depois do ataque à PlayStation Network em 2011. A sequela, Infamous 2, foi lançada em Junho de 2011. Um terceiro jogo, Infamous: Second Son, desenhado especificamente para a PlayStation 4, foi anunciado durante o evento "PlayStation Meeting 2013" a 20 de Fevereiro de 2013 e foi editado em Março de 2014.

## Jogabilidade

Cole pode extrair electricidade de fontes de energia para uso posterior.

Infamous é um videojogo de acção-aventura jogado em mundo aberto (sandbox), onde o jogador controla Cole e interage com a cidade de Empire City com a ajuda dos seus novos poderes eléctricos. Os poderes são usados para se movimentar, para combater (defesa e ataque) e tanto para fazer o mal como para o bem na relação de Cole com os cidadãos de Empire. Para Cole usar os seus poderes tem de ter electricidade armazenada, que é representada por uma barra no HUD do jogador. O jogador pode recarregar Cole a partir de fontes de electricidade ou de seres vivos; recarregar também restaura a saúde de Cole. Se o jogador se manter fora de combates por tempo suficiente sua saúde também se regenera. Cole tem ao seu dispor dezassete tipos diferentes de poderes eléctricos, desde simples raios que não consomem energia até grandes tempestades eléctricas que sugam a maior parte da sua energia. O jogador pode usar estes poderes contra alvos vivos ou contra o ambiente, oferecendo ao jogador diferentes opções em diversas situações. Por exemplo, o jogador pode disparar contra um gerador fazendo-o explodir e magoar os inimigos que estejam por perto, ou se um inimigo está em cima de uma poça de água, Cole pode disparar contra a água para tirar vantagem da sua condutividade acabando por matar o inimigo. Por ser uma electricidade "viva", Cole é incapaz de usar veículos, armas e de nadar. Cole pode muito facilmente escalar edifícios e outras estruturas e cair de grandes alturas sem sofrer danos; estas manobras podem ser combinadas com os poderes eléctricos para situações únicas de combate. Um certo número de acrobacias, requerem que o jogador mate certos inimigos em condições especificas (como por exemplo matar um inimigo em que este e Cole estejam em pleno voo), estão disponíveis para o jogador completar.
Muitos poderes são adquiridos através do decurso do jogo; uma vez adquiridos o jogador pode usar os seus pontos de experiência (concedidos através de acções especificas, missões e acrobacias) para aumentar a eficácia do poder. O crescimento desses poderes é afectado pelo nível actual do Karma de Cole. Começando do ponto neutro, o nível vai desde "Guardião" passando por "Campeão" até "Herói" no lado Bom, e desde "Bandido" passando por "Criminoso" até "Infame" no lado Mau. Algumas acções, como por exemplo ajudar cidadãos magoados ou retirar-lhes a energia, afecta o nível de Karma em ambas as direcções. Durante o jogo, o jogador irá encontrar os "Momentos Karma", em que a acção pausa e é dito ao jogador (através de um monólogo com Cole), as duas opções que pode tomar, sempre uma boa e uma má opção. Por exemplo, é apresentado um cenário ao jogador em que este tem de puxar uma válvula de alcatrão, ao fazê-lo sai um jacto de alcatrão contra o rosto de Cole. O jogador pode decidir fazer ele próprio (Bom) ou obrigar um civil a fazer por ele (Mau). Existem também várias missões secundárias emparelhadas de Bom/Mau; completar uma dessas missões bloqueia a outra, mas irá premiar o jogador com uma grande quantidade de Karma para o objectivo correspondente. Completar estas missões secundárias dá acesso a super poderes únicos baseados no nível de Karma. O jogador não está bloqueado a escolher um único caminho de Karma, e pode optar por jogar em direcção a um extremo e depois mudar para o outro durante o decurso de jogo. Ao fazer isso, bloqueia os poderes adquiridos, no sector de Karma original. Além de alterar a aparência de Cole e certos aspectos da história do jogo, o Karma também influência o comportamento dos cidadãos de Empire City: ajudarão Cole nalguma batalha se o Karma for Bom, mas viram-se contra Cole, atirando-lhe pedras, se este tiver Karma Mau.
Empire City está construída em três ilhas e o jogador tem de completar as missões de história de uma ilha para ter acesso à próxima, apesar de algumas das missões requerem que o jogador regresse a uma ilha onde já tinha estado. Cada ilha está dividida em sectores, e no início do jogo, controladas por três conjuntos de quadrilhas. O jogador pode realizar uma missão secundária em cada sector e, uma vez que certas exigências principais da história fiquem cumpridas, liberta esse sector do controlo da quadrilha, acabando por reduzir ou eliminar a presença do grupo no sector. Outras missões secundárias desbloqueiam estações médicas, onde Cole pode reiniciar o jogo se morrer. Embora Cole tenha de viajar a pé, eventualmente acaba por ganhar poderes que lhe permitem deslizar sobre os cabos de energia e de alta tensão, carris de metropolitano e até pairar por um breve período. Espalhados pela cidade estão centenas de "fragmentos de explosão" que Cole pode coleccionar para aumentar a sua capacidade de armazenamento de electricidade. Também existem trinta e dois transmissores de satélite que ajudam a revelar a história por detrás dos acontecimentos do jogo. O mini-mapa no HUD do jogador pode ser usado para localizar os "fragmentos", os transmissores e as fontes de electricidade.

## Enredo

### Cenário
O jogo tem lugar na cidade fictícia de Empire City, espalhada através de três grandes ilhas: o Distrito de Néon, onde muitas empresas e locais de entretenimento estão localizados, o Warren, a favela onde as mercadorias são enviadas para dentro e para fora da cidade e o Centro Histórico, a menor das três ilhas mas a mais pós-moderna. Os distritos estão ligados por pontes, e cada distrito tem o seu próprio sistema de metropolitano de superfície.
No início do jogo, os seis quarteirões do bairro histórico são destruídos por uma explosão causada por um dispositivo bio-eléctrico chamado a Esfera de Raios. Logo de seguida, desenvolve-se uma praga, forçando o governo a colocar a região de quarentena. Ao fazer isso, é bloqueada a única ponte que liga o continente a Empire City, causando o colapso social dentro da cidade isolada.

### Personagens
O protagonista é Cole MacGrath (voz original de Jason Cottle), um estafeta ciclista de Empire City que por acaso se encontrava no centro da explosão, conseguindo sobreviver, e com isso, ganhou super poderes eléctricos. O seu melhor amigo e colega no trabalho, Zeke Jedediah Dunbar (voz original de Caleb Moody), refugia-se do caos da cidade, no topo de um edifício, ao mesmo tempo que admira e ganha inveja dos novos poderes de Cole. Trish Dailey (voz original de October Moore), é uma estudante de medicina e a namorada de Cole no início do jogo, que o rejeita, acusando-o de ser ele o responsável pela morte da sua irmã.
Pouco tempo depois a seguir à explosão, Cole conhece a agente do FBI Moya Jones (voz original de Kimberli Colbourne), que lhe dá missões para completar em Empire City, na esperança de encontrar um agente chamado John White (voz original de Phil LaMarr) que investigava um caso para uma outra agência e quando a quarentena foi promulgada, ficou preso na cidade, acabando por deixar muitas mensagens codificadas em vários receptores de satélite. Um VJ patife, "A Voz da Sobrevivência" (Dallas de nome real, apelido desconhecido), consegue transmitir uma conspiração e provocar o pânico, enviando mensagens por toda a cidade a partir de uma estação de televisão, assim como um repórter legítimo que tenta dar ao governo algumas respostas.
Enquanto Cole explora a cidade, irá confrontar-se com outras três pessoas que têm super poderes como ele, incluindo Sasha (voz original de Jessica Straus), uma amante desprezada e ex-membro de topo dos Primogénitos. Sasha tenta ganhar o amor de Cole, e tem a habilidade de, através de uma substância indutora de pragas, controlar a mente de outros. Ela comanda a quadrilha dos Reapers, ex-toxicodependentes do Distrito de Neon. Alden Tate, (voz também de Jason Cottle) filho de Richard, o anterior líder dos Primogénitos, é um homem velho com enormes poderes de telecinésia que lidera a quadrilha dos Dust Men, no Distrito de Warren. Ambos lutam contra os Primogénitos, uma organização fraterna fundada na Europa medieval, que opera no Distrito Histórico por Kessler (voz original de Sam A. Mowry), um homem com vários super poderes, que controla os Primogénitos, e usa-os para procurar Cole e a Esfera de Raios, o aparelho que causou a explosão em Empire City.

### História
Enquanto a história básica do jogo permanece inalterada, quer o jogador opte pelo lado "Bom" ou pelo lado "Mau" do Karma, existem alguns elementos da história que mudam de acordo com as escolhas do jogador.
São dadas ordens a Cole por um cliente anónimo, para entregar um pacote num local do Distrito Histórico, e depois abri-lo; sem o conhecimento de Cole, o pacote contém a Esfera de Raios, que se activa quando Cole abre o pacote, acabando por destruir seis quarteirões no Distrito. Cole consegue sobreviver à explosão e ajudado com os conhecimentos médicos de Trish. Enquanto recupera Cole descobre os seus novos poderes. Quando a Voz de Sobrevivência aponta para Cole no centro da explosão, responsabilizando-o, a cidade vira-se contra ele, incluindo Trish, cuja irmã foi morta durante a explosão. Cole e Zeke tentam escapar da quarentena com os novos poderes de Cole, mas são detidos pelos agentes do governo que aparecerem em grande número.
Durante a sua detenção, Cole é convencido por Moya, uma agente do governo, para voltar a Empire City e procurar a Esfera de Raios e o seu marido John, e em troca, Cole e os seus amigos são libertados da quarentena. Cole passa a realizar as missões de Moya, restaurando a energia na cidade, e assim, ser capaz de lutar contra as várias quadrilhas que tomaram conta dela. À medida que vai interagindo com Sasha, Alden e Kessler, os líderes de cada grupo, ele descobre que Kessler retirou Alden da liderança dos Primogénitos, um grupo de crime organizado, e iniciou a construção da Esfera de Raios, rejeitando as tentativas de Sasha para o romance. Cole é capaz de derrotar Sasha e capturar Alden, mas durante uma tentativa de fuga dos Dust Men, juntamente com as travessuras e as tentativas de heroísmo de Zeke, Alden consegue escapar, para grande irritação de Cole. Mais tarde, Cole e Zeke conseguem localizar Alden, que recuperou a Esfera de Raios; Cole é capaz de distrair Alden tempo suficiente para que Zeke consiga recuperá-la. No entanto, Zeke é apanhado entre Alden e Kessler, e percebe que ele próprio também poderia ganhar super poderes se activar a Esfera, mas no entanto, nada acontece. Kessler descobre o que se passou de errado e oferece poder a Zeke em troca da sua ajuda. Zeke concorda e parte com Kessler, levando com ele a Esfera de Raios.
Cole finalmente consegue encontrar John, mas descobre que John nem é do FBI nem tão pouco marido de Moya mas sim um agente infiltrado da NSA (Agência de Segurança Nacional) que ajudou na criação da Esfera de Raios. John explica que a Esfera consome a bio-energia dos que estão em seu redor e transfere essa energia para a pessoa que a segura, garantindo-lhe super poderes mas com o custo de muitas vidas. John pede ajuda a Cole para encontrar e destruir a Esfera.
Entretanto Alden entra numa espiral de matança enquanto se dirige para o Distrito Histórico. Depois de uma longa batalha, Alden é derrotado e atira-se de uma ponte. Durante a batalha, enormes secções da ponte ficam destruídas. Cole de seguida dirige-se para o Distrito Histórico. Enquanto procura pela Esfera, Cole descobre que Kessler raptou Trish juntamente com seis médicos, e obriga Cole a escolher entre salvar os médicos ou Trish. Independentemente da escolha do jogador, Kessler arranjou sempre maneira de matar Trish, mas brevemente revivida por Cole. Se o jogador tem Karma "Bom", Trish fica orgulhosa de Cole e confessa-lhe o seu amor, se o jogador tem Karma "Mau", ela vai amaldiçoar o seu nome no seu último suspiro.
Depois do luto pela sua perda, Cole trabalha com John para recuperar a Esfera, o jogador pode então optar por destruí-la ou usá-la para aumentar ainda mais os poderes de Cole (que também lhe dá electricidade de cor vermelha e preta), qualquer uma das opções escolhidas, faz com que a Esfera de Raios se avarie, desintegrando John.
Cole vai de seguida enfrentar Kessler no Ground Zero, o local original da explosão. Enquanto lutam, Zeke aparece e tenta intervir mas é impedido por Kessler. Cole eventualmente acaba por ferir mortalmente o adversário e, na sua última acção, Kessler implanta as suas memórias na mente de Cole, revelando que Kessler é uma versão de Cole que veio do futuro, de uma linha de tempo alternativa. Nesse universo, Cole (como Kessler) e Trish eram casados com filhos, mas de repente apareceu uma entidade, conhecida como "A Besta", que transformou o seu mundo num caos. Kessler e Trish fugiram com os seus filhos em vez de lutar, mas depois de muitos anos a fugir, "A Besta" eventualmente conseguiu apanhá-los matando a sua família. Kessler percebeu assim que a única maneira de parar "A Besta" seria usar os seus poderes para regressar no tempo e preparar o seu "eu" do passado, Cole, para enfrentar "A Besta", porque já era demasiado tarde para ele próprio, Kessler, lutar.
Kessler tomou o controlo dos Primogénitos de Alden, manipulando e evitando os avanços de Sasha devido ao seu amor do passado com Trish, e ordenou a construção da Esfera de Raios muito mais cedo do que na sua linha de tempo. Kessler foi também o cliente anónimo que usou Cole no início para fazer a entrega no Distrito Histórico. Kessler utilizou também a morte de Trish como um meio para ter a certeza de que Cole faria o impossível na batalha com "A Besta". Após Kessler morrer, Cole declara o seu ódio por Kessler, e diz: "Quando chegar a hora, vou estar pronto."

#### Finais
O final do jogo depende do Karma do jogador. Se o jogador tem o Karma como "Bom", Empire City continua a reconstruir-se, e continua a ver Cole como o seu ídolo e salvador. Se o jogador tem Karma "Mau", Empire City mergulhou num caos. O céu fica vermelho, as pessoas morrem nas ruas e Cole reconhece-se a si próprio como o homem mais poderoso, dizendo que Kessler foi estupido por pensar que poderia usar os seus poderes pelo bem de todos. Cole depois ri-se da ideia de usar os seus poderes para lutar contra "A Besta".

## Desenvolvimento
Infamous foi desenvolvido pela Sucker Punch Productions com uma equipa de 60 pessoas durante cerca de três anos. Apesar de poderem ter optado por solicitar os fundos necessários à Sony Computer Entertainment para aumentar o tamanho da equipa e terminar o jogo em dois anos, o produtor Brian Fleming fez notar que a abordagem da Sucker Punch nas suas interacções durante a produção, funciona melhor com equipas mais pequenas.
Infamous apareceu durante o fim da produção de Sly 3: Honor Among Thieves, em que a equipa começava a ter ideias para o seu próximo jogo. Depois de terem passado seis anos sempre no mesmo estilo de jogo stealth, típico da série Sly Cooper, a equipa queria fazer algo que fosse mais "descarado e ambicioso." No entanto, como fãs do género "banda desenhada", decidiram que teria de ser um jogo sobre um super herói, juntamente com a ideia de ser uma história de origem, em que o jogador visse a personagem a crescer. Fleming afirmou que com um tempo de produção mais lento, eles sabiam que iriam produzir o jogo para a PlayStation 3, e que esse trabalho teria de complementar o seu jogo anterior, semelhante a como a série The Legend of Zelda de Shigeru Miyamoto, contrasta com a sua série anterior Mario. Também queriam um projecto que lhes permitisse familiarizar com o novo hardware da PlayStation 3, mas que tivesse em comum o suficiente para que o seu trabalho na série Sly Cooper, pudesse ser usado neste novo jogo.
O director Nate Fox afirmou que muita da inspiração para a história de um super herói foi retirada de duas séries da DC Comics, DMZ e No Man's Land. Ambas centram-se numa cidade depois de um grande desastre. As séries também inspiraram a elaboração de tornar o jogo mais sombrio, dentro do género de super heróis. Fox disse que o filme Batman Begins também serviu de inspiração para o jogo. No entanto, qualquer correlação com Static Shock da DC Comics, foi sem intenção. Fox considerou que o seu envolvimento pessoal com os tumultos de Seattle em 1999, como a sua própria influência de "passar tempo num sitio sem lei", e transpor essa ideia para o jogo. Grand Theft Auto III da Rockstar, foi também uma influência, porque a equipa conseguia imaginar-se facilmente como super heróis no mundo de Liberty City; similarmente, Spider-Man 2 foi usado como modelo para demonstrar como seria mover-se sobre a cidade e ao mesmo tempo responder a pedidos de ajuda aleatórios, juntamente com as missões regulares. A personagem Cole foi criada para ser um "tipo de homem comum" para assim os jogadores "entrarem na mente de como seria um homem ao qual foram concedidas essas habilidades excepcionais". Optaram por fazer de Cole um estafeta de bicicleta, porque na vida real essas pessoas tendem a ser vistas como foras da lei, fazendo de Cole uma espécie de contracultura. A equipa também evitou dar a Cole um alter-ego ou equipa-lo com um fato, que razoavelmente, não teria encaixe com o personagem ou com a história que se pretendia para o jogo.

Uma cutscene de Infamous, mostrando Cole a descobrir os seus novos poderes com a sua namorada Trish. O jogo usa cutscenes com estilo de banda desenhada para aumentar ainda mais a ideia de super herói.

A história e as animações das cutscenes foram criadas em estúdio, escrita originalmente por Fox, que já tinha escrito grande parte dos enredos de Sly Cooper, e revista por Fleming. À medida que o jogo ia sendo produzido, vários pedaços do argumento foram re-escritos devido às mudanças do jogo, por modo a terem a certeza que a história permaneceria agradável. À medida que o jogo ia-se tornando mais complexo, convidaram Bill Harms, um autor de banda desenhada já publicada, que já tinha escrito Supreme Commander entre outros videojogos. Harms deu assistência na história, nos diálogos e no material de marketing. Fleming fez notar que a segunda parte teve mudanças muito significativas nos últimos nove meses da produção; por exemplo, quando o actor Caleb Moody fez a voz de Zeke, incorporou frases adicionais ad libitum que a equipa considerou bastante boas, fazendo com que tivessem de alterar o enredo de novo para as incorporar. As cutscenes foram criadas num formato semelhante ao da banda desenhada, onde o jogo foi influenciado, e usadas para estender e aumentar a ideia de super herói. As cutscenes foram cridas a partir de arte em 2D no Corel Painter e no Adobe Photoshop e colocadas em níveis artificiais 3D construídos em Adobe After Effects, para criar um efeito pseudo-3D, permitindo assim à equipa brincar com a colocação e os efeitos de câmara, bem como adicionar elementos orgânicos, como nuvens de poeira e manchas de tinta.
Darren Bridges, produtor da Sucker Punch, disse que eles queriam que Infamous fosse sobre como "tornar-se um herói da era moderna", mas dando ênfase à palavra "tornar-se", como a motivação chave para mostrar o crescimento de Cole a partir de um simples estafeta ciclista até alguém com poderes sobre-humanos. Tudo isso levou a incutir na produção um "senso de progresso" e de crescimento do personagem em todos os aspectos do jogo, incluindo a história, a progressão dos poderes do jogador, e na variação e dificuldade dos inimigos que o jogador enfrenta. De início, a equipa teve alguma dificuldade a decidir sobre quais os poderes que o personagem principal teria, mas acabaram por seleccionar os poderes baseados em electricidade por duas grandes razões. Primeiro, o poder traduz-se bem para um contexto de videojogo, e assim, seria fácil de ligar os aspectos dos poderes baseados em eléctrica aos conceitos dos videojogos, como por exemplo, o combate à distância. Segundo, os poderes eléctricos estariam ligados à cidade que o jogador explora, fazendo com que o jogador use a electricidade da cidade como combustível e assim desenvolver uma "relação real" com esta.
Inicialmente, o jogo tinha uma forma mais livre, permitindo aos jogadores comprar poderes novos em qualquer altura do jogo, mas os produtores viram que assim seria difícil criar um jogo competitivo, particularmente quando não conseguiam desenhar missões para determinados poderes, porque os jogadores nessa altura não os teriam. Isto levou com que os produtores apresentassem um esquema novo, apresentar os novos poderes à medida que o jogo decorria, com a criação de regras para os poderes que entravam no jogo e quando entravam: o poder tinha de ser útil e teria de dar algo único ao jogo, o jogador tinha hipótese de o usar assim que o tivesse, e o poder teria de ser agradável de usar. À medida que eram acrescentados ao jogo, a equipa fez revisões frequentes para quando esses poderes eram apresentados ao jogador assim como noutros elementos da jogabilidade. Nem todos os poderes são necessariamente ofensivos; o poder de "poscognição", que permite ao jogador ver o eco psíquico de uma pessoa que morreu e ver onde ela esteve antes de morrer, foi acrescentado porque a equipa achou que era engraçado seguir um eco através de uma cidade populosa. Alguns poderes foram retirados do jogo. Um deles, que se obtinha através do "Mau Karma", chamava-se "Minionize", e permitia a Cole controlar as mentes dos civis e forçá-los a combater com ele. Apesar do poder ser "decididamente mau e muito engraçado de ver” a equipa achou que não trazia nada de útil ao jogo, embora tenham mantido uma dica numa das missões do lado do Mal. Apesar de terem testado individualmente cada uma das missões centrais com os poderes que na altura estavam ao dispor do jogador, a equipa achou que os testadores, que jogaram as missões de trás para a frente, acharam que o jogo tinha falta de variedade nas situações de combate. Os produtores revisitaram todos os cenários de combate para alterar a mecânica bem como para adicionar novos inimigos, um passo que Bridges acredita que fez com que o jogo "beneficiasse muito". A habilidade de Cole de usar os seus poderes eléctricos para andar sobre os carris do metropolitano elevado de Empire City, foi uma ideia de última hora durante o último mês de produção, baseado nas sugestões dos testadores.
Empire City foi desenhada para se unir com os novos super poderes de Cole. A cidade foi construída com um "ecossistema de crime", onde crimes e chamadas de socorro são constantes mesmo fora da história principal, requerendo que o jogador decida ajudar ou não a resolve-los. Parte da equipa dedicou-se a implementar o comportamento da população da cidade e como esse comportamento mudaria o estado da cidade de acordo com as acções do jogador. Trepar edifícios foi considerado um aspecto muito importante do jogo, por fazer parte da ideia de super herói e porque era considerado algo "engraçado de fazer", sendo assim a Sucker Punch fez com que toda a cidade fosse trepável. Muitos dos detalhes de todos os edifícios foram modelados para permitir ao jogador escalar os prédios, "até ao ultimo frame de uma janela, candeeiro ou montra de uma loja". Fox afirmou no entanto que o maior desafio da equipa durante a produção foi fazer com que o sistema de escalada ficasse perfeito. Um empregado ficou encarregue de ter a certeza de que fosse possível escalar por toda a cidade. Fleming notou que durante a produção de Infamous, Crackdown e Assassin's Creed, dois jogos com duas visões diferentes da mecânica de escalada, foram editados; a equipa achou que em ambos os jogos os sistemas de escalada tinham pontos fracos e fortes. Para reflectir a natureza de mudança da cidade à medida que o jogador interage com ela (seja a restaurar ou a roubar energia), os produtores criaram um motor de "sombreamento deferido", que criava os efeitos de movimento e das fontes de luz danificadas.
O sistema de Karma surgiu porque a equipa queria incluir no jogo um "uso de poder judicioso". Fox comentou que queriam que o jogador escolhesse um caminho para as missões mais difíceis acreditando que estavam a fazer a opção correcta. No entanto, sem o contraste das missões "más", que eram os objectivos mais simples, não havia nenhum meio de motivar o jogador a ser um "herói altruísta". A equipa queria encorajar os jogadores para os resultados não apenas das grandes decisões (os "Momentos Karma", onde Cole pensa na solução a tomar), mas em todos os momentos da acção, como por exemplo, considerar a presença de civis numa área junto a um combate. A equipa providenciou que durante o primeiro uso dos poderes de Cole, os habitantes da cidade viravam-se contra ele, incentivando os jogadores a considerar ambos os lados. Nesta missão, é dada a opção a Cole de ficar com um abastecimento de comida para ele ou dar às pessoas; a equipa descobriu que a maior parte dos jogadores ficava com a comida, assim pouco tempo depois deste evento, a população revolta-se contra Cole, forçando o jogador a fugir ou a lutar contra eles. Fox comparou a dicotomia do Karma com as diferenças no estilo de Batman versus Venom; o primeiro usa ataques de precisão para evitar magoar inocentes, enquanto o segundo magoa tudo o que esteja no seu caminho para conseguir o seu objectivo. Para esse fim, os poderes do jogo foram desenhadas para reflectir esta natureza: poderes adquiridos com Karma Bom são mais precisos, enquanto que os poderes de Karma Mau são mais destrutivos.

### Musica
A banda sonora foi composta pelo músico brasileiro Amon Tobin, os compositores James Dooley e Mel Wesson e pelo violoncelista electrónico Martin Tillman, sobre a direcção do técnico de música da Sony, Jonathan Mayer. Tobin foi especialmente contratado devido à sua tendência de juntar as linhas entre a música e o desenho de som, como exposto no seu álbum de então, Foley Room. Em vez de usarem instrumentos tradicionais, a equipa usou sons de objectos que podem ser encontrados em ambientes urbanos e, de uma maneira pouco convencional, usou esses objectos em combinação com outros instrumentos; por exemplo, tocar cordas elásticas amarradas a um tambor, escovas de aço que batiam contra uma tuba suspensa, shakers cheios de vidros partidos, ou o som das latas de lixo e de jarros cheios de água. A música foi dividida entre Tobin, que trabalhou na música em-jogo e Dooley que trabalhou na música das cinemáticas; os dois trabalharam em conjunto para ter a certeza de que temas musicais comuns estariam presentes em ambos os aspectos. Tillman entrou já numa fase tardia do processo para acrescentar os sons do violoncelo, mas o grupo ficou tão impressionado com o seu trabalho que voltaram a remisturar peças já completas para incorporar a sua colaboração. O grupo de Manchester, Working for a Nuclear Free City, foi contratado pela Sony para produzir uma canção para a banda sonora. A canção, com o nome “Silent Melody”, foi usada num dos vídeos de promoção do jogo. A banda sonora foi editada para distribuição digital no iTunes Store em Maio de 2009.
| N.º | Título                    | Compositor(es)                  | Duração |  |
| 1.  | "Rabble Rouser"           | Amon Tobin                      | 3:15    |  |
| 2.  | "Stampton Bridge"         | Amon Tobin                      | 4:16    |  |
| 3.  | "Meet the Reapers"        | Amon Tobin & James Dooley       | 4:05    |  |
| 4.  | "The First Sons"          | James Dooley                    | 2:04    |  |
| 5.  | "Alden Strikes"           | Amon Tobin & James Dooley       | 3:12    |  |
| 6.  | "The Escape"              | James Dooley & Mel Wesson       | 3:02    |  |
| 7.  | "Dinner with Sasha"       | James Dooley                    | 2:31    |  |
| 8.  | "The Courier"             | Amon Tobin                      | 4:17    |  |
| 9.  | "Secrets Revealed"        | JD Mayer                        | 2:38    |  |
| 10. | "Rampage"                 | James Dooley                    | 2:11    |  |
| 11. | "Tent City"               | JD Mayer                        | 2:47    |  |
| 12. | "Hunt for the Ray Sphere" | Amon Tobin                      | 2:55    |  |
| 13. | "End of the Road"         | James Dooley                    | 3:32    |  |
| 14. | "Anything for Trish"      | Amon Tobin                      | 4:16    |  |
| 15. | "Stranded"                | Amon Tobin                      | 4:03    |  |
| 16. | "Mysterious Signals"      | JD Mayer                        | 3:00    |  |
| 17. | "The Truth"               | James Dooley & Mel Wesson       | 2:50    |  |
| 18. | "Genesis"                 | Amon Tobin & James Dooley       | 4:11    |  |
| 19. | "Pleasant Empire"         | James Dooley                    | 2:09    |  |
| 20. | "Silent Melody"           | Working for a Nuclear Free City | 3:59    |  |

## Marketing e lançamento
Em Março de 2009, a Sony Computer Entertainment America lançou um vídeo com o nome "The Beauty of Powers" (pt.: A Beleza dos Poderes), mais tarde lançado na PlayStation Store. As primeiras cópias de Infamous incluíam um código para acesso à beta do multijogador de Uncharted 2: Among Thieves, outrora futuro exclusivo da PlayStation 3. A beta começou a 3 de Junho. Os jogadores que fizeram a pré-reserva de Infamous pela GameStop receberam um código exclusivo para o poder das Lâminas Gigawatt, aqueles que faziam a pré-reserva na Amazon.com recebiam um fato dos Reapers para usar na PlayStation Home, enquanto para os jogadores que jogaram a demo de Infamous e a conseguiam acabar recebiam um fato de Cole para a PlayStation Home a 18 de Junho de 2009. As pré-reservas da GameCrazy e das lojas Best Buy davam acesso antecipado à demo a 7 de Maio. A demo, que inclui quatro missões, ficou disponível para todos a 21 de Maio. Infamous foi lançado a 26 de Maio de 2009 nos Estados Unidos, 29 de Maio de 2009 na Europa e a 4 de Junho de 2009 na Austrália e Nova Zelandia.
Em Julho de 2009, a Sucker Punch Productions lançou o "Espaço Infamous" na PlayStation Home, um serviço social online baseado em comunidades da PlayStation 3. O espaço foi desenhado a partir de e com o nome "Docas Abandonadas de Empire City", e incluía um mini-jogo em que se tinha de caçar Reapers, com tabelas de liderança e prémios, e uma parede de graffiti que permitia aos jogadores criar o seu próprio graffiti. O “Espaço Infamous” da PlayStation Home foi o primeiro que transmitiu media exclusiva do produtor do jogo. O estúdio Outso produziu o "Espaço Infamous" para a Sucker Punch Productions.
Dois fatos para o Sackboy de LittleBigPlanet, que representam ambos o Cole Mau e Bom, estão disponíveis como conteúdo transferível para esse jogo. O Cole Bom e Mau e Zeke, aparecem também como conteúdo transferível para o modo multijogador de Uncharted 2: Among Thieves. Infamous foi um dos videojogos de oferta da Sony como parte do programa 'Bem-Vindo de Volta', depois do ataque à PlayStation Network em 2011.
Cole aparece como um personagem exclusivo das versões PlayStation Vita e PlayStation 3 do jogo Street Fighter X Tekken. O Cole Bom e o Mau aparecem como personagens jogáveis no título da PlayStation 3, PlayStation All-Stars Battle Royale.
Infamous – juntamente com inFamous 2 e Infamous: Festival of Blood – foi lançado em Agosto de 2012 como parte da inFamous Collection, a nova linha da Sony de "Colecções PlayStation" para a PlayStation 3.

### Conteúdo transferível
Em Dezembro de 2010, o super poder "Lâminas GigaWatt" (disponível apenas com as pré reservas) ficou disponível gratuitamente na América do Norte via PlayStation Store. Foi lançado na Europa em Janeiro de 2010. O conteúdo ficou desde logo incluído na versão digital do jogo.

## Recepção
No geral, Infamous foi aclamado pela crítica pelos editores da imprensa especializada. Greg Miller da IGN considerou Infamous "um dos melhores jogos da PlayStation 3." As mecânicas básicas do jogo foram, de acordo com os críticos, a grande razão para o seu sucesso. Brad Shoemaker da Giant Bomb considerou que a Sucker Punch "afinou os elementos básicos da jogabilidade", juntando os muitos e variados aspectos do jogo. A mistura entre os poderes de Cole com os elementos de Karma também foi muito elogiado. Os poderes e o sistema de Karma foram vistos como algo que provoca uma abordagem difícil ao jogador perante as batalhas. Ambos os lados do sistema de Karma foram considerados engraçados de jogar. A estrutura das missões foi vista como um forte trunfo do jogo. De acordo com Matt Kiel da X-Play, devido à dificuldade das missões o jogador é forçado a considerar todos os poderes de Cole, mas ao mesmo tempo ajudado pelos pontos intermédios "generosos" que previnem alguma frustração ao morrer. Os críticos também fizeram notar a variedade das missões secundárias e na maneira como estas estão relacionadas com a história principal, como um aspecto positivo do jogo.
A apresentação de Empire City também foi visto como um factor significante para o sucesso do jogo. O aspecto de escalada e agarrar foi considerado muito bem feito e evita uma "festa de frustrações" que outros jogos com saltos mais precisos trazem, de acordo com Miller da IGN. No entanto, outros críticos fizeram notar que essa habilidade de Cole é muito delicada, com o personagem a agarrar as saliências muito avidamente, o que torna difícil fazer saltos mais precisos. Em combinação com os outros poderes de Cole, Miller afirmou que o jogo tem "as mais originais mecânicas transversais de uma cidade" para um jogo em mundo aberto. O comportamento dos cidadãos da cidade perante Cole e a maneira como afectam as escolhas Karma do jogador também foram vistos como ponto positivo e algo que nos faz constantemente lembrar o ambiente e os cenários do jogo. A história, particularmente a segunda parte, foi considerada muito forte, aprimorada pela apresentação das cutscenes. No entanto, a qualidade dessas cenas foi vista como algo que destaca negativamente as cenas pobres de animações usadas em-jogo e a qualidade do trabalho de vozes; Miller achou que a voz de Cole era muito rude para o personagem.
As horas iniciais do jogo, antes do jogador começar a adquirir poderes mais poderosos, foram consideradas difíceis, às vezes o suficiente para fazer alguns desistir. Tom Bramwell da Eurogamer observou que de resto, o jogo continua a ter secções complicadas, "repetitivas e demasiado longas", como partes em que o jogador tem de defender um alvo em movimento contra um enorme número de inimigos. Bramwell também comentou que os poderes eléctricos são como simples "re-imaginações" eléctricas de vários arquétipos de armas usadas em videojogos, como as caçadeiras e os fuzis de precisão, e com isto em mente, a dificuldade do jogo varia muito de acordo com a posição dos inimigos durante os encontros. Infamous também foi considerado pouco polido, acabando por ter algumas críticas em relação à sua execução técnica, como a falta de anti-aliasing e "pop-in" ocasionais, assim como falhas nas taxas de frame quando se junta muita acção no ecrã.
Infamous foi editado poucas semanas antes de Prototype da Radical Entertainment, um videojogo com conceitos similares, incluindo um personagem que de repente ficou com super poderes, um enorme mundo aberto que pode ser percorrido a trepar edifícios, entre outras comparações. Isto acabou por levar a que muitos críticos comparassem e contrastassem os dois jogos. Na sua análise sarcástica da Zero Punctuation a Prototype, Ben "Yahtzee" Croshaw (que inicialmente elogiou Infamous como "grande, criativo e divertido") comparou os dois jogos ponto-a-ponto, e no fim não conseguiu determinar qual dos dois o melhor, acabando por desafiar os estúdios que os criaram a "produzir a melhor imagem do personagem do jogo rival a usar um soutien de mulher" como apoio ao seu desempate. Para sua surpresa ambas as equipas de produção aceitaram o desafio, desenhando as imagens pretendidas, para forçar Croshaw a um empate, a tender um pouco a favor de Infamous. Convém notar que, tal como os seus jogos, ambas as imagens criadas são quase iguais nos adereços usados. Esta rivalidade deu ênfase à discussão sobre as vantagens e desvantagens de um lançamento exclusivo sobre outro para multiplataformas. O analista de videojogos Jesse Divnich disse que "Devido à jogabilidade quase idêntica e aos seus índices de qualidade, o estudo do caso Infamous vs Prototype apresenta dados interessantes para os editores quando se consideram as vendas que um título poderia receber, dependendo da escolha de exclusividade ou sobre um lançamento multiplataforma."

### Prémios
Nos Golden Game Awards de 2009, Infamous recebeu o prémio de "Melhor Representação" e "Jogo do Ano no Global" para além de ser nomeado para outros quatro prémios: "Melhor Jogo para PlayStation 3", "Melhores Gráficos", "Melhor Jogo Independente" e "Estúdio do Ano". A GameSpot deu a Infamous "Melhor IP Original" nos seus prémios "Os Melhores de 2009" e a IGN o prémio de "Melhor História".
Em Setembro de 2010, Infamous foi colocado na quinta posição no "Top 25 de Jogos para PlayStation 3" da IGN, afirmando que "quando Infamous foi lançado na PlayStation 3 na Primavera de 2009, ficou bastante claro que era diferente de qualquer outro jogo sandbox já jogado". O site About.com colocou Infamous em décimo na sua lista "Os Dez Melhores Exclusivos da Sony PS3".

### Vendas
Infamous foi lançado no fim de Maio, e na primeira semana o jogo vendeu 175,900 cópias nos Estados Unidos, de acordo com as vendas de Maio de 2009 medidas pelo NPD Group. No mês seguinte vendeu 192,700 cópias nos Estados Unidos, tornando-se o décimo jogo mais vendido durante o mês de Junho de 2009. De acordo com o site VGChartz, no início de Julho de 2013, Infamous já tinha vendido mais de 2,62 milhões de cópias a nível global.